# Turritella conspersa
Turritella conspersa là một loài ốc biển, là động vật thân mềm chân bụng sống ở biển thuộc họ Turritellidae.